# Đại học Sư phạm Tứ Xuyên
Đại học Sư phạm Tứ Xuyên (Tiếng Anh: Sichuan Normal University, viết tắt là SICNU). Tọa lạc tại Thành Đô, Tứ Xuyên, Trung Quốc, nó bao gồm Khu học xá Sư tử (Đường Jing Chengdu Jinjiang 5), tổng cộng có hai phần khuôn viên Chan (Đại lộ Chan số 1819 Sec Longquanyi) bao gồm trong đó nằm trong Khu học xá Lion Rock. Đại học Sư phạm Tứ Xuyên là một trong những trường đại học bình thường quan trọng ở miền Tây Trung Quốc.

## Truyền thống và văn hóa

### Phương châm
Trọng đức bác học vũ thực thượng mỹ
"Nhấn mạnh vào đạo đức" và "sự uyên bác" cùng thể hiện triết lý giáo dục "học từ cao hơn, ngay thẳng làm gương"; "thực dụng" và "coi trọng cái đẹp" cùng thể hiện tinh thần học đường "tìm kiếm chân lý và thực dụng và theo đuổi sự xuất sắc"。

### Tinh thần
Cảm hứng và sự cống hiến, dừng lại ở sự hoàn hảo
""Khuyến khích và Hành động" dựa trên nguyên lý của "Tích hợp tri thức và hành động" của Đại học Đông Bắc。
""Dừng lại ở loại tốt nhất" trích từ "Book of Rites · University": "Cách thức của một trường đại học nằm ở Ming Mingde, ở việc gần gũi với mọi người, và kết thúc ở loại tốt nhất. "Phản ánh tinh thần" làm việc chăm chỉ và là người dẫn đầu"。

## Lịch sử
- Tiền thân của trường là Đại học Đông Bắc, được chuyển về phía nam đến Tam Đài, Tứ Xuyên vào năm 1938 do Chiến tranh chống Nhật Bản.
- Năm 1946, Đại học Nông nghiệp và Kỹ thuật Bắc Tứ Xuyên được thành lập trên cơ sở một số khoa của Đại học Đông Bắc, sau đó chuyển đến Nam Sung và đổi tên thành Đại học Bắc Tứ Xuyên.
- Năm 1952, Đại học Bắc Tứ Xuyên sáp nhập vào một số chuyên ngành của Cao đẳng Sư phạm Đông Tứ Xuyên, Đại học Tứ Xuyên, và Đại học Tây Trung Quốc để thành lập Đại học Sư phạm Tứ Xuyên.
- Năm 1956, Đại học Sư phạm Tứ Xuyên chuyển đến vùng phụ cận của Núi Sư Tử ở Thành Đô. Năm 1985, nó được đổi tên thành Đại học Sư phạm Tứ Xuyên.
- Năm 1999, Trường Cao đẳng Cán bộ Quản lý Than Thành Đô (Học viện Cán bộ Than), nằm bên cạnh Du Fu Thatched Cottage trên Đường Vành đai 2 của Thành Đô, được sáp nhập vào Đại học Sư phạm Tứ Xuyên và được đổi tên thành "Cơ sở Thatched Cottage của Đại học Sư phạm Tứ Xuyên". Sau đó, một số chuyên ngành đại học và tất cả các chuyên ngành của trụ sở chính của trường đã chuyển đến cơ sở Thatched Cottage, nơi thành lập ba khoa: quản trị kinh doanh, công nghệ kỹ thuật, du lịch và thiết kế mỹ thuật. Vào tháng 6 năm 2008, tất cả các đơn vị trong khuôn viên Thatched Cottage đã được chuyển đến "Cơ sở Thành Long" ở Long Tuyền Dịch.

. Địa điểm cũ của cơ sở Thatched Cottage vẫn còn tồn tại, các thiết bị dạy học không hoạt động, và khu dân cư được sử dụng như bình thường.
- Năm 2000, cơ sở phía Đông được xây dựng tại thị trấn Damian, quận Long Tuyền Dịch, Thành Đô, cách trụ sở chính khoảng 3 km, và được đưa vào sử dụng ngày 5 tháng 9 năm 2003. Tại cơ sở phía Đông có "Khoa cơ bản dành cho sinh viên năm nhất", nơi tất cả sinh viên năm nhất đại học năm thứ nhất được ghi danh, và họ được chuyển đến trụ sở chính của trường trong năm thứ hai. Kể từ tháng 6 năm 2008, Khoa Cơ bản được bãi bỏ, sinh viên năm nhất được học trong các cơ sở của từng chuyên ngành theo các chuyên ngành khác nhau. Ngoài ra, một số trường trung học hỗ trợ dân sự như Trường Cao đẳng Khoa học và Nghệ thuật và Trường Cao đẳng Ngoại giao cũng nằm trong Cơ sở phía Đông.
- Năm 2006, việc xây dựng một cơ sở mới đã được bắt đầu tại Quận Long Tuyền Dịch của thành phố Thành Đô. Phần chính của khuôn viên trường đã cơ bản hoàn thành vào nửa đầu năm 2008, và các công việc tiếp theo được bắt đầu ngay lập tức. Phía nam của lô đất giáp với Đại lộ Thành Đô (Thành Đô đến Long Tuyền Dịch) và được đặt tên là "Jackie Chan Campus".
- Cơ sở Thành Long chính thức được đưa vào sử dụng vào tháng 6 năm 2008. Theo quy hoạch thống nhất về xây dựng và phát triển khuôn viên, trường sẽ thống nhất điều chỉnh và di dời các trường cao đẳng của từng cơ sở.

## Bộ phận
- Khuôn viên Lion Rock

Trường Nghệ thuật, Trường Giáo dục Chính trị, Trường Lịch sử, Văn hóa và Du lịch, Trường Luật, Trường Kinh tế và Quản lý, Trường Khoa học Toán học, Trường Truyền thông Kỹ thuật số, Trường Hóa học và Khoa học Vật liệu, Trường Báo chí và Truyền thông, Trường Sư phạm
- Cơ sở Thành Long

Trường Ngoại ngữ, Trường Khoa học Giáo dục, Trường Địa lý và Khoa học Tài nguyên, Trường Vật lý và Kỹ thuật Điện tử, Trường Khoa học Đời sống, Trường Âm nhạc, Trường Múa, Trường Mỹ thuật, Trường Giáo dục Thể chất, Trường Máy tính Khoa học, Trường Kỹ thuật, Trường Kinh tế và Quản lý, Trường Kinh doanh
Đoàn Khả Tình （1952.12－1954.7）Hiệu trưởng
Cát Triết （1954.12－1956.8）Hiệu trưởng
Lưu Thiệu Vũ （1956.9－1966.6）Hiệu trưởng
Tô Lê （1979.12－1983.10）Hiệu trưởng
Hoàng Minh（1957.10－1966.6）Bí thư Đảng ủy （1976.10－1979.12）Hiệu trưởng
Trương Vinh （1977.6－1982.7）Bí thư Đảng ủy
Viên Chính Tài （1983.10－1990.5）Bí thư Đảng ủy
Dương Bá Yên （1990.5－1994.9） Bí thư Đảng ủy
Vương Quân Năng （1994.9－1997.3）Bí thư Đảng ủy （1983.10－1994.9）Hiệu trưởng
Dương Tuyền Minh（1997.3－2000.9） Bí thư Đảng ủy（1994.9－1998.7）Hiệu trưởng
Phong Tiểu Siêu（1998.8－2003.4）Hiệu trưởng
Chu Giới Minh （2003.5－2014）Hiệu trưởng
Đinh Nhậm Trọng （2014 - 2017.5）Hiệu trưởng
Uông Minh Nghĩa（2017.5 - ）Hiệu trưởng

## Cựu sinh viên nổi tiếng
Lý Dịch Phong
Trương Kiệt
Tạ Na
Trương Hàm Vận
Dương Địch
Ms. Yeah
Đặng Sa
Bạch Cử Cương
Lâm Viễn Nghênh